# Sericochroa pernuda
Sericochroa pernuda är en fjärilsart som beskrevs av Druce. Sericochroa pernuda ingår i släktet Sericochroa och familjen tandspinnare. Inga underarter finns listade i Catalogue of Life.